# Introducció a les Categories d'Aristòtil
La Introducció a les Categories d'Aristòtil (en grec Εἰσαγωγὴ εἰς τὰς Ἀριστοτέλους κατηγορίας Eisagōgḕ eis tàs Aristotélous katēgorías), també anomenada Isagoga o Isagoge (en grec Εἰσαγωγή Eisagōgḗ), és un text escrit pel filòsof neoplatònic Porfiri i traduït del grec al llatí per Boeci, esdevingué el manual estàndard sobre lògica durant almenys un mil·lenni després de la mort de l'estagirita. L'obra fou escrita entre els anys 268 i 270 dC, i inclou una detallada classificació dels conceptes aristotèlics de gènere i espècie. És a partir d'aquesta revisió que s'ha construït l'anomenat Arbre de Porfiri, que consisteix en una classificació dicotòmica que pren com a punt de partida el gènere de substància (el més general), descendent així a la resta dels individus, passant per les espècies.
Boeci traduí al llatí aquesta obra, la qual arribà a convertir-se ràpidament en un manual estàndard de lògica aristotèlica a les universitats europees, bo i establint una de les etapes més importants en el desenvolupament de l'escolàstica medieval: el tema dels universals. Molts escriptors, com Boeci, Averrois, Pere Abelard i el propi Joan Duns Escot, entre d'altres, escrigueren comentaris contra el llibre. D'altres escriptors, com Guillem d'Occam, els incorporaren en llurs manuals de lògica.

## Edicions
La traducció llatina més primerenca, no gaire exacta, fou de Gai Mari Victorí al segle iv. La primera traducció al sirià és del segle vii per Atanasi de Balad. També s'ha trobat una traducció antiga a l'armeni.
La traducció a l'àrab prové d'Abd-Al·lah ibn al-Muqaffa des d'una versió siriana. Amb el nom àrab d'Isaghuji es convertí en el text estàndard de lògica al món musulmà i va influir en l'estudi de la teologia, filosofia, gramàtica i jurisprudència.
A més de les adaptacions i resums del text, molts treballs independents de lògica realitzats per filòsofs musulmans han estat titulats Isaghuji. La discussió de Porfiri sobre el tema de l'accident provocà un llarg debat sobre l'ús dels conceptes aristotèlics d'accident i essència.

## Contingut
Porfiri aclareix les seves intencions en el proemi de l'obra: vol fer comprensibles les categories aristotèliques, i alhora, alliçonar en la doctrina de la definició, de la divisió i de la prova, de tan necessitada urgència en la vida intel·lectual.
El contingut de la Isagoga és la doctrina dels predicables, ço és, dels modes de relacionar, segons Aristòtil, subjecte i predicat. Porfiri parla de cinc predicables: gènere, espècie, diferència, propi i accident.
Cal distingir, seguint també Aristòtil, entre predicable i categoria. Com a forma de dur a terme una predicació, el predicable relaciona el subjecte amb el predicat, en canvi, la categoria és la determinació d'un terme en si mateix, de manera independent.